# Anna Maria Radziwiłłówna
Anna Maria z Radziwiłłów Radziwiłłowa (ur. 1640 w Jaszunach, zm. 24 marca 1667 w Królewcu) – księżna, przedstawicielka linii kalwińskiej Radziwiłłów na Birżach i Dubinkach.
Córka Janusza Radziwiłła, hetmana wielkiego litewskiego, i Katarzyny Potockiej, córki Stefana Potockiego, wojewody bracławskiego. Żona Bogusława Radziwiłła, matka Ludwiki Karoliny Radziwiłłówny.
Była zgodnie z wolą Katarzyny Potockiej formalnie katoliczką. Po śmierci matki w 1642 roku opiekę nad nią sprawował jednak ojciec, hetman Janusz Radziwiłł w związku z czym odebrała także wychowanie kalwińskie. W czasie potopu szwedzkiego i po jego zakończeniu przebywała w Księstwie Kurlandii i Semigalii. Mieszkała w Mitawie.
W 1655 roku Anna Maria Radziwiłłówna została spadkobierczynią majątku po Januszu Radziwille, a opiekę nad nią powierzono Bogusławowi Radziwiłłowi. Po orzeczeniu infamii wobec księcia o opiekę nad posażną panną rościć zaczęli sobie pretensję inni Radziwiłłowie oraz królowa Ludwika Maria Gonzaga. W 1663 roku pojawiać zaczęli się również kandydaci o rękę Radziwiłłówny z wpływowym magnatem litewskim Michałem Pacem na czele.
W związku z zaistniałą sytuacją za namową swoich dworzan Bogusław Radziwiłł zdecydował się dla zabezpieczenia rodowego majątku sam ożenić się ze swoją kuzynką. W połowie 1663 roku rozpoczął przygotowania do zaręczyn. W 1664 roku spotkał się z Anną Marią w Grobinie i w Lipawie i po rocznym narzeczeństwie para pobrała się 24 listopada 1665 roku.
Anna Maria Radziwiłłowa była osobą chorowitą. W 1666 kilkakrotnie poroniła. 27 lutego 1667 roku urodziła jedyną córkę Ludwikę Karolinę. Kilka tygodni później w wyniku powikłań poporodowych zmarła.
Pochowana została w ewangelickiej katedrze Najświętszej Marii Panny i św. Wojciecha w Królewcu.